# Cantó de Putanges-Pont-Écrepin
El cantó de Putanges-Pont-Écrepin és un cantó francès del departament de l'Orne, situat al districte d'Argentan. Té 21 municipis i el cap es Putanges-Pont-Écrepin.

## Municipis
- Bazoches-au-Houlme
- Champcerie
- Chênedouit
- La Forêt-Auvray
- La Fresnaye-au-Sauvage
- Giel-Courteilles
- Habloville
- Ménil-Gondouin
- Ménil-Hermei
- Ménil-Jean
- Ménil-Vin
- Neuvy-au-Houlme
- Putanges-Pont-Écrepin
- Rabodanges
- Ri
- Rônai
- Les Rotours
- Saint-Aubert-sur-Orne
- Sainte-Croix-sur-Orne
- Sainte-Honorine-la-Guillaume
- Saint-Philbert-sur-Orne

## Història
| Data d'elecció                           | Identitat                   | Partit                     | Qualitat |
| ---------------------------------------- | --------------------------- | -------------------------- | -------- |
| 1945-1967                                | Étienne Le Sassier-Boisauné | RI                         |          |
| 1967-1994                                | Pierre Raguideau            | Divers droite              |          |
| 1994-2009                                | Amaury de Saint-Quentin     | RPR, després UMP           |          |
| 2009-                                    | Alain Lambert               | UMP, després divers droite |          |
| les dades anteriors no són pas conegudes |                             |                            |          |
|                                          |                             |                            |          |

## Demografia
| A partir de 1990: Població sense dobles comptes |